# Eucereon reticulatum
Eucereon reticulatum là một loài bướm đêm thuộc phân họ Arctiinae, họ Erebidae.